# Кривая уточка (сказка)
«Кривая уточка» (также «Хромая уточка», укр. Кривенька качечка) — сюжет восточнославянских народных сказок о животных.
Сказка печаталаcь в сборниках сказок и отдельной книгой, а также выпускалась в виде аудиосказки.

## Сюжет
Жившие вместе старик и старуха (дед да баба) нашли однажды в лесу кривую (хромую) уточку и принесли её домой, уложив в гнездо из перьев. Когда они в следующий раз снова пошли в лес за грибами, то по возвращении обнаружили, что изба их вымыта, а на столе — свежеиспечённые пироги. На их распросы соседи сообщили, что видели хромую девушку, носившую воду.
Когда в очередной раз они собрались в лес, то вместо этого спрятались в чулан и обнаружили, что их кривая уточка превращается в красивую хромую девушку. Старик со старухой сожгли перья из её гнезда; по возвращении в избу девушка сильно загоревала по неизвестной старикам причине. Вышла она на двор и увидела пролетающих в небе гусей, у которых попросила дать ей по пёрышку. И только последний одинокий гусь бросил ей перышки — стала она опять уточкой и улетела. А дед с бабой долго плакали, что потеряли такую помощницу, да так ничего и не выплакали.

## В культуре
- В 1922 году в московском издательстве «Государственное издательство» Валерием Карриком была издана книжка «Кривая уточка» из серии «Сказки-картинки».
- В 1948 году в издательстве «Детгиз» вышла книжка со сказкой «Кривая уточка» в обработке А. Н. Толстого, проиллюстрировал книгу советский художник Константин Кузнецов.
- В 1958 году книгу «Кривая уточка» иллюстрировала советская художница Стелла Аристакесова.
- В 1992 году на студии «Укранимафильм» был снят одноимённый мультипликационный фильм, режиссёр Алла Грачёва.
- Детские спектакли на тему этой сказки ставились во многих театрах СССР и Украины.